# نقل آمن
النقل الآمن (بالإنجليزية:  Secure copy)‏ أو إس.سي.بي يعني النقل الآمن للملفات بين أجهزة الحاسب باستخدام ميثاق القشرة الآمنة.
يشير مصطلح النقل الآمن إلى ميثاق النقل الآمن (بالإنجليزية:  SCP Protocol)‏ أو البرنامج SCP الموجود في نظم التشغيل يونيكس.

## ميثاق النقل الآمن
في شبكة حاسوب, ميثاق النقل الآمن هو ميثاق إتصال يعتمد على ميثاق النقل عن بعد (بالإنجليزية:  rcp)‏ الذي يهدف لنقل الملفات بين حواسيب مرتبطة بشبكة.

## البرنامج SCP

### الاستخدام
لنقل الملفات أو مجلد من حاسوب إلى حاسوب آخر، يجب تحديد المستخدم، اسم الحاسوب المقصود أو العنوان آيبي التابع له، والمسار الذي سيتم النقل إليه. في ما يلي مثالين في نسخ ملف، ونسخ مجلد:
```
scp
 
user@host:directory/SourceFile
 
TargetFile
scp
 
-r
 
user@host:directory/SourceFolder
 
TargetFolder

```